# Diexis chivensis
Diexis chivensis är en insektsart som beskrevs av Umnov 1930. Diexis chivensis ingår i släktet Diexis och familjen gräshoppor. Inga underarter finns listade i Catalogue of Life.